# Buengrado
Buengrado fue una localidad de la provincia de Segovia, actual comunidad autónoma de Castilla y León. Perteneció a la Comunidad de Villa y Tierra de Cuéllar, y estaba encuadrado dentro del Sexmo de Hontalbilla, en el actual término municipal de Perosillo.
Anteriormente, en 1247, se denominaba Malgrado.
Su término municipal se encuentra situado a unos 3 kilómetros en línea recta al Norte del despoblado de San Esteban. Desapareció en el primer tercio del siglo XVII, aunque curiosamente entró en el siglo XVI con un vecino. Además del poblado, existía un palacio que perteneció a la Corona de Castilla, y en el que se cree que estuvo Juana I de Castilla antes de su encierro en Tordesillas. El palacio tenía huerta y cercados y estanques y fuentes y salzedal y prados que pertenecen a dicha casa. El duque de Alburquerque se interesó en agregar a sus propiedades el término, una vez despoblado, y en 1739 solicita al Rey que le conceda la posesión. Durante muchos años se probaron en los prados de Buengrado los toros que iban a ser corridos en los encierros de Cuéllar. 
Natural de esta localidad fue Bartolomé de Cuéllar, apodado el de la Huerta, conquistador español en Cuba con Diego Velázquez de Cuéllar.